# Passiflora conzattiana
Passiflora conzattiana là một loài thực vật có hoa trong họ Lạc tiên. Loài này được Killip mô tả khoa học đầu tiên năm 1927.